# Relaciones Polonia-Rusia
Las relaciones entre Polonia y Rusia (en polaco: Stosunki polsko-rosyjskie; en ruso: Российско-польские отношения) tienen una historia larga y a menudo turbulenta que data de la Baja Edad Media, cuando el Reino de Polonia y la Rus de Kiev (y más tarde el Principado de Moscú) se disputaban el control de sus fronteras.[cita requerida] Durante siglos, se han producido varias guerras polaco-rusas; además, Polonia ocupó Moscú una vez y Rusia controló gran parte de Polonia durante los siglos XIX y XX, dañando las relaciones. Las relaciones entre Polonia y Rusia entraron en una nueva fase tras la caída del comunismo, entre 1989 y 1993. Desde entonces, las relaciones polaco-rusas han experimentado mejorías y deterioros.

## Historia

### Polonia y la antigua Rusia
Uno de los primeros acontecimientos conocidos en la historia polaco-rusa data de 981 d. C., cuando el gran príncipe de la Rus de Kiev, Vladimiro Sviatoslávich, le arrebató las ciudades Cherven al Ducado de Polonia. La relación entre ambos Estados era habitualmente cercana y cordial, ya que no se había producido ninguna guerra importante entre ambos.
En 966, Polonia aceptó el cristianismo de Roma, mientras que la Rus de Kiev fue cristianizada por Constantinopla. En 1054, el cisma interno cristiano dividió la Iglesia en las vertientes católica y ortodoxa, separando a los polacos de los eslavos orientales.
En 1018, Sviatopolk el Maldito, que huyó de Kiev, pidió ayuda al rey polaco Boleslao I el Bravo, quien derrotó a Yaroslav el Sabio en la batalla del Río Bug. La campaña de Boleslao I se saldó con la toma de Kiev, pero Boleslao, en lugar de cederle el poder a Sviatopolk, empezó a gobernar la ciudad personalmente. En respuesta, el pueblo de Kiev se sublevó y comenzó a «vencer a los polacos». Boleslao huyó con el tesoro y también se llevó a las hermanas de Yaroslav el Sabio. Las ciudades de Cherven fueron devueltas a Polonia hasta que Yaroslav el Sabio y su hermano Mstislav el Bravo las retomaron en 1030–1031.
Una historia similar tuvo lugar en 1069, cuando el gran duque Iziaslav Yaroslávich fue a Polonia a pedirle ayuda a su sobrino Boleslao II el Temerario, y este, tras haber viajado a Kiev, intervino en la disputa dinástica de la Rus a favor de Iziaslav. Dice la leyenda que una espada reliquia llamada Szczerbiec, que se utilizaba durante las coronaciones de los reyes polacos, recibió una muesca cuando Boleslao I o Bolesao II asestaron una estocada contra la Puerta Dorada de Kiev. La primera opción no es posible porque la Puerta Dorada se construyó en la década de 1030, y la segunda tampoco está confirmada debido a la datación por radiocarbono de la espada, que, al parecer, no se creó antes de la segunda mitad del siglo XII.
Al mismo tiempo, la Rus de Kiev y Polonia gozaron de largos periodos de coexistencia pacífica (por ejemplo, durante la vida de Vladimiro después de 981) y alianzas militares. Así, el rey polaco Casimiro I concertó una alianza con Yaroslav el Sabio en 1042, casando al primero con la hermana del gran duque, María Dobroniega. En 1074, según la crónica, el príncipe de Smolensk Vladimiro Vsévolodovich Monómaco firmó la paz con Boleslao II en Suteisk y, en 1076, junto con el príncipe Oleg Sviatoslávich de Volinia, acudió en ayuda de los polacos en una campaña militar contra los checos. El gran príncipe de Kiev, Sviatopolk Iziaslávich, hizo las paces con el rey polaco Boleslao III el Bocatorcida, quien, en 1103, se casó con la hija de Sviatopolk Sbyslav. Cuando estalló una lucha en Polonia entre Boleslao III y su hermano Zbigniew, las tropas de la Rus acudieron en ayuda del rey y obligaron a Zbigniew a reconocer su poder.
Al igual que los principados que surgieron tras la desintegración de la Rus de Kiev, Polonia fue invadida por Mongolia en el siglo XIII. No obstante, a pesar de la devastación, el yugo mongol no se consolidó, lo que le brindó a Polonia una ventaja en el desarrollo del comercio, la cultura y las relaciones públicas. En 1340, Vladimiro Lvóvich, el último heredero de la dinastía ruríkida, murió, tras lo cual el principado de Galitzia fue heredado por Casimiro III el Grande y anexionado al Reino de Polonia.

### Moscovia y el Imperio ruso

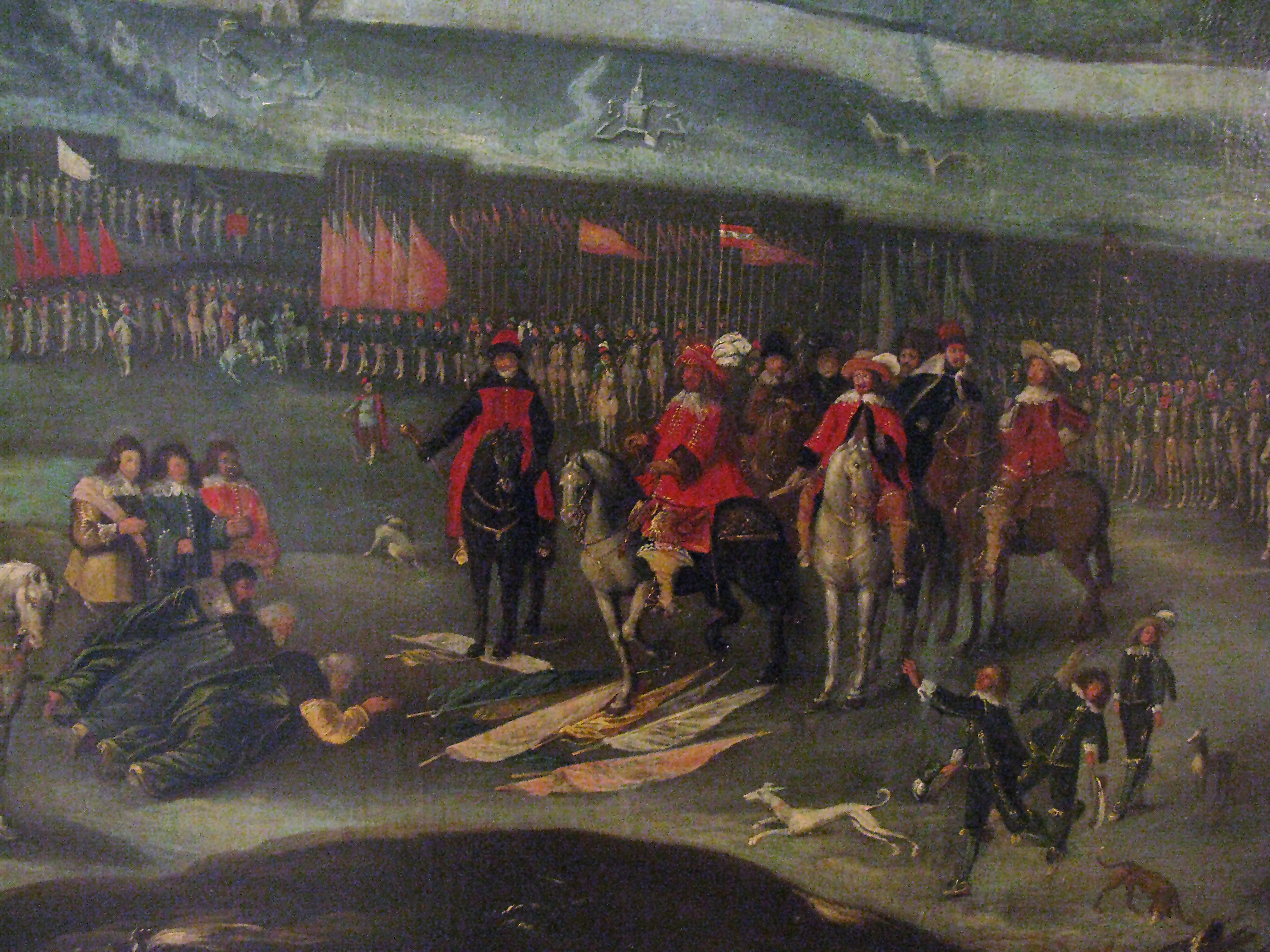
Capitulación de la guarnición rusa de Smolensk ante Vladislao IV de Polonia en 1634.

Las relaciones entre Polonia y la Rusia moscovita fueron tensas, ya que el Gran Ducado de Lituania, cada vez más desesperado, implicó al Reino de Polonia en su guerra contra Moscovia en el siglo XVI. Dicho por el historiador polaco Andrzej Nowak, aunque antes había contactos ocasionales entre los polacos y los rusos, fue la unión polaca a Lituania lo que llevó a la Polonia católica y prooccidental y a la Rusia ortodoxa a mantener una relación real y constante. Ambos Estados participaron en «la contienda por la preponderancia política, estratégica y de civilización en Europa Central y Oriental». Aunque hubo intentos ocasionales de crear una alianza entre la nueva Mancomunidad de Polonia-Lituania y el Principado de Moscú (incluyendo varios intentos de elegir a los zares moscovitas para el trono polaco y crear la Mancomunidad de Polonia-Lituania-Moscovia), no llegaron a ninguna parte. En su lugar, estallaron varias guerras. En particular, durante la guerra polaco-moscovita de 1605-1618, Polonia explotó la debilidad política de Moscovia suscitada por la guerra civil y las fuerzas polacas tomaron Moscú, suceso que determinó el futuro de las relaciones ruso-polacas. Moscovia, que ahora era el Imperio ruso, tomó represalias aprovechando el debilitamiento de la Mancomunidad, apoderándose de los territorios en disputa y desplazando sus fronteras hacia el oeste tras la guerra ruso-polaca de 1654-1667, y más tarde participó en la destrucción de la Mancomunidad durante el Diluvio. A principios del siglo XVIII, cuando el sistema político de la Mancomunidad (Libertad Dorada) se sumió en la anarquía, los rusos pudieron intervenir en los asuntos internos polacos a su antojo, política y militarmente. Hacia mediados del siglo XVIII, la influencia de los embajadores y enviados de Rusia a Polonia podía compararse a la de los virreyes coloniales y la Mancomunidad era vista por los rusos como una especie de protectorado.
Tras el fracaso de la Confederación de Bar en contra de la influencia política y militar rusa sobre Polonia, en 1772 se produjo la primera partición, seguida de la segunda partición y la tercera partición de Polonia. En 1795, las tres particiones de Polonia borraron al país del mapa de Europa. Como señaló Nowak: «una nueva justificación para el colonialismo ruso cobró fuerza a partir de la Ilustración». Los autores rusos retrataron la Polonia ocupada como un país anárquico y peligroso cuyas ideas católicas y democráticas debían ser suprimidas por los «vecinos más ilustrados». Durante los siguientes 123 años, gran parte de la población polaca y su antiguo territorio estuvieron sometidos al mandato del Imperio ruso. Sin embargo, Polonia experimentó un renacimiento cultural y político tras la primera partición, que culminó con la Constitución del 3 de mayo de 1791 y la insurrección de Kościuszko en 1794. Muchos expatriados y voluntarios polacos se pusieron de parte de la Francia revolucionaria y napoleónica en sus luchas contra las mismas potencias (Rusia, Austria y Prusia) que se habían repartido Polonia. Después de 1815, se produjeron varios levantamientos (sobre todo el Levantamiento de Noviembre y el Levantamiento de Enero) para intentar recuperar la independencia de Polonia y poner freno a la rusificación y otras políticas similares destinadas a eliminar cualquier rastro de la antigua dominación polaca o de la influencia cultural polaca; no obstante, Polonia solo recuperó su independencia después de la Primera Guerra Mundial (como la Segunda República polaca).

### Unión Soviética

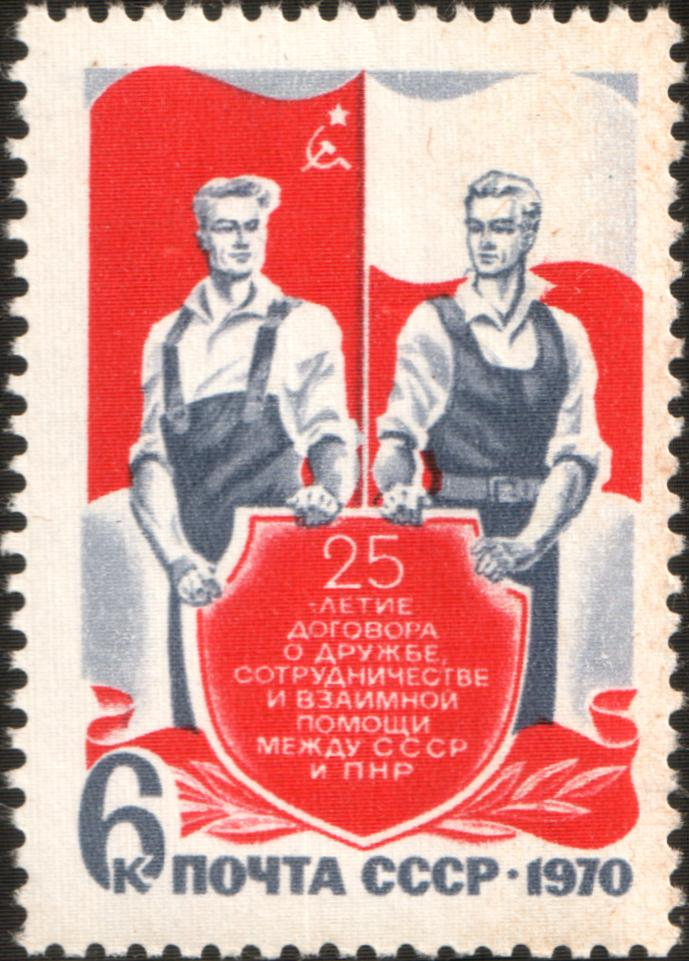
25.º Aniversario del Tratado de Amistad, Colaboración y Asistencia Mutua entre la URSS y Polonia.

La oposición nacionalista al control ruso de Polonia persistió durante el siglo XIX y, tras la caída de la dinastía Románov en la Revolución rusa, el Imperio alemán obligó al nuevo régimen bolchevique de Vladímir Lenin a firmar el Tratado de Brest-Litovsk, por el que se entregaba la mayor parte de la Polonia rusa como Estado cliente de Alemania. Justo después de recuperar su independencia en 1918 tras la caída de Alemania, Polonia se enfrentó a la nueva Rusia bolchevique, y la guerra polaco-soviética se saldó con una victoria polaca en Varsovia, echando por tierra los planes de Lenin de enviar su Ejército Rojo al oeste para desencadenar una revolución comunista mundial. Sin embargo, Polonia no cumplió su objetivo bélico de anexionarse los territorios ocupados por los soviéticos, como Ucrania, Bielorrusia y Lituania, que se incorporaron a la Unión Soviética como repúblicas socialistas soviéticas.
Durante las siguientes dos décadas, la Unión Soviética vio a Polonia como un enemigo y, junto con Alemania durante la República de Weimar y el Tercer Reich, un Estado ilegítimo creado por las potencias aliadas durante la Primera Guerra Mundial a costa de Alemania y Rusia. Durante el periodo de entreguerras, Iósif Stalin temía una invasión coordinada en dos frentes polaco-japonesa. Muchos habitantes de la República Socialista Soviética de Ucrania cruzaron la frontera con Polonia en protesta por la política de colectivización y el Holodomor del primer plan quinquenal. La Unión Soviética apoyó las actividades subversivas del Partido Comunista Polaco, el Partido Comunista de Bielorrusia Occidental y el Partido Comunista de Ucrania Occidental. Por su parte, Polonia envió agentes secretos al otro lado de la frontera para fomentar la rebelión contra el mandato soviético, lo que hizo que Stalin empezase a relacionar a los polacos en la Unión Soviética con grupos disidentes y terroristas nacionalistas. El NKVD mató a 111 091 polacos durante la operación polaca y deportó a muchas familias a Kazajistán. El temor a una invasión polaca y al espionaje externo también justificó la represión interna general de la Gran Purga en los años treinta. No obstante, la URSS y Polonia firmaron un pacto de no agresión formal en 1932.
Con el tiempo, el protocolo adicional secreto del Pacto Ribbentrop-Mólotov permitió a Alemania y a la Unión Soviética invadir la Segunda República polaca en 1939. La invasión soviética de Polonia, llevada a cabo mayormente por unidades del Ejército Rojo lideradas por Semión Timoshenko, permitió a la Unión Soviética anexionar gran parte de Polonia oriental a Ucrania y Bielorrusia. La mayoría de los oficiales de las Fuerzas Armadas polacas capturados por la Unión Soviética fueron ejecutados, mientras que muchos soldados fueron enviados al Gulag. Los siguientes años de represión soviética de los ciudadanos polacos, especialmente el brutal asesinato en masa de 1940, conocido como la masacre de Katyn, donde murieron más de 20 000 oficiales polacos y que la Unión Soviética no reconoció durante 50 años, se convirtieron en acontecimientos adicionales con repercusiones duraderas en las relaciones polaco-rusas. No obstante, Polonia y la Unión Soviética fueron aliados en nombre tras la invasión alemana de la Unión Soviética. En 1944, el Ejército Nacional polaco programó su alzamiento en la capital para que coincidiese con la ofensiva de Lublin-Brest del Ejército Rojo y el Primer Ejército Polaco en los suburbios orientales de la ciudad y la retirada de las fuerzas alemanas. Sin embargo, el Ejército Rojo se detuvo antes de entrar en la ciudad y permaneció inactivo durante varias semanas. Además, la Unión Soviética no permitió a sus aliados occidentales utilizar sus aeropuertos cercanos para realizar lanzamientos aéreos en Varsovia durante varias semanas. Esto permitió a las fuerzas alemanas reagruparse y demoler la ciudad mientras derrotaban a la resistencia polaca y asesinaban a entre 150 000 y 200 000 civiles. Las trágicas circunstancias en las que se liberó la capital de Polonia tensaron aún más las relaciones entre Polonia y Rusia.

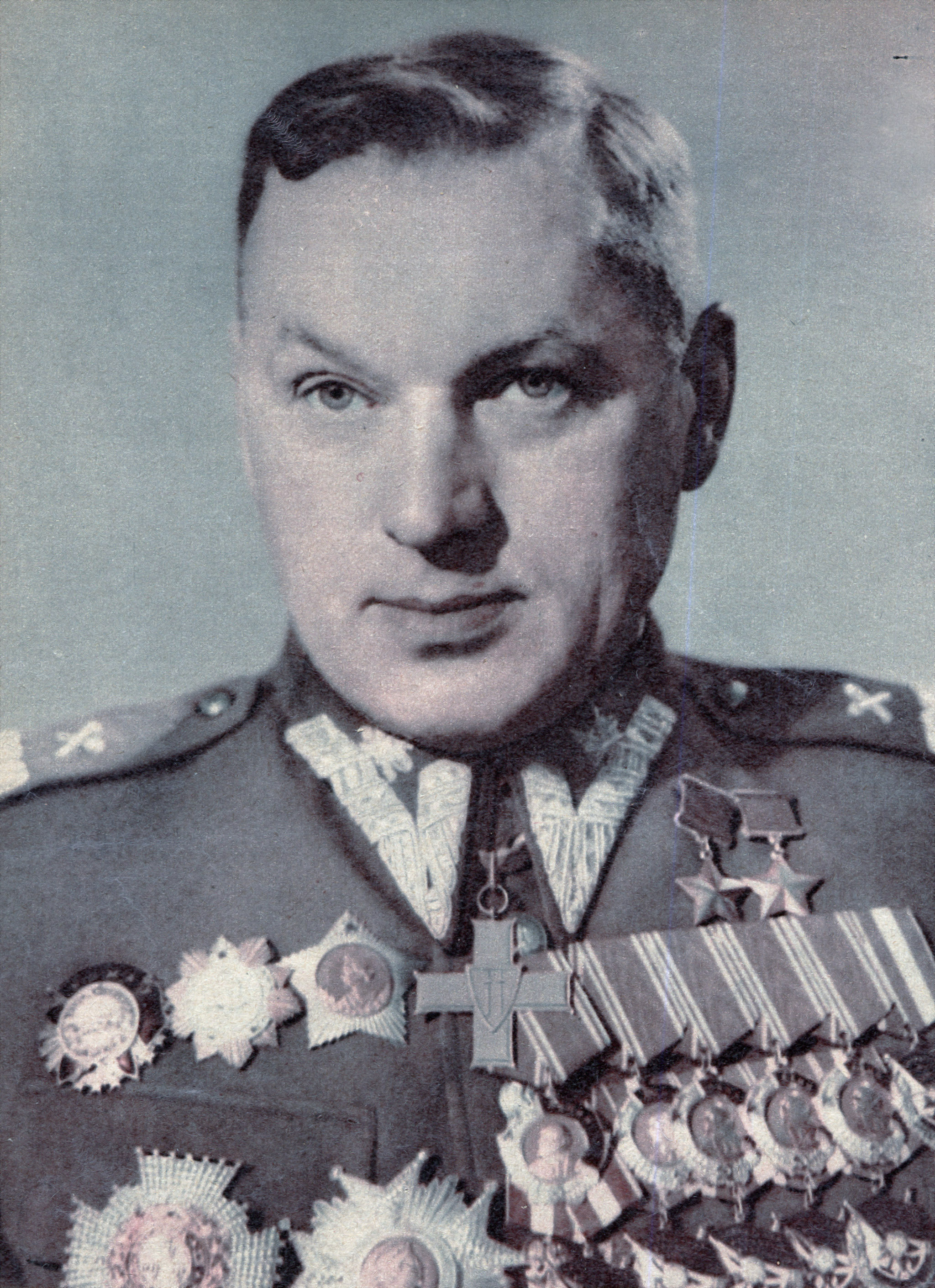
Konstantín Rokossovski, mariscal soviético de origen polaco y ministro de Defensa de Polonia desde 1949 hasta su destitución en 1956.

En la conferencia de Yalta de febrero de 1945, Iósif Stalin pudo presentarles a sus aliados occidentales, Franklin Roosevelt y Winston Churchill, un hecho consumado en Polonia. Sus Fuerzas Armadas ocupaban el país y sus agentes, los comunistas, controlaban su administración. La Unión Soviética estaba en proceso de incorporarse las tierras orientales de Polonia, incluyendo la expulsión masiva de la población polaca, que había ocupado entre 1939 y 1941, tras participar en la invasión y partición de Polonia con la Alemania nazi. Stalin estaba decidido a que el nuevo Gobierno de Polonia se convirtiera en su herramienta para hacer de Polonia un Estado títere soviético controlado por los comunistas. Había roto las relaciones con el Gobierno polaco en el exilio en Londres en 1943, pero, para apaciguar a Roosevelt y Churchill, aceptó en Yalta que se formara un gobierno de coalición. La Unión Soviética respaldó las exigencias polacas de que se le compensase la pérdida del antiguo este de Polonia, del que fueron expulsados entre 2 y 3 millones de ciudadanos polacos, por las tierras alemanas al este de los ríos Óder y Neisse que albergaban a 9 millones de alemanes. Stalin permitió que las autoridades polacas controlaran la línea Óder-Neisse como frontera, a pesar de la falta de consentimiento internacional para la nueva frontera, para evitar que los alemanes regresaran a sus hogares tras la capitulación alemana.
Muchos polacos fueron asesinados o deportados a la Unión Soviética. Iósif Stalin decidió crear un Estado polaco soviético aliado comunista supeditado a él, la República Popular de Polonia. Así, Polonia formó parte del Bloque del Este como la República Popular de Polonia. La Unión Soviética ejercía una gran influencia sobre sus asuntos externos e internos, y había fuerzas del Ejército Rojo destinadas en Polonia (500 000 en 1945, entre 120 000 y 150 000 hasta 1955, y 40 000 hasta 1989). En 1945, los generales y asesores soviéticos conformaron el 80 % del cuadro de oficiales de las Fuerzas Armadas polacas. Los comunistas ocuparon la mayoría de los puestos clave de este nuevo Gobierno y, con el apoyo soviético, pronto obtuvieron el control casi total del país, amañando todas las elecciones. Una coalición prosoviética entre el Partido Socialista Polaco y el Partido Obrero Polaco asumió el control del país tras las elecciones legislativas polacas amañadas de 1947. Muchos de sus adversarios decidieron abandonar el país, y otros fueron sometidos a juicios fraudulentos y condenados a muchos años de prisión o a muerte. En 1947, el Partido Obrero Polaco en funciones se unió al Kominform soviético, iniciando su entrada en el Bloque del Este y aumentando el dominio soviético del Gobierno polaco.
El control soviético de la República Popular de Polonia disminuyó tras la muerte de Stalin y el octubre polaco, y cesó del todo tras la caída del Gobierno comunista de Polonia a finales de 1989, aunque el Grupo Norte de Fuerzas ruso-soviético no abandonó el territorio polaco hasta 1993. La presencia militar soviética constante permitió a la Unión Soviética ejercer mucha influencia sobre la política polaca. El Ejército Popular Polaco estaba dominado por la Unión Soviética gracias al Pacto de Varsovia, y Polonia participó en la invasión de Checoslovaquia de 1968 para reprimir las reformas de la Primavera de Praga en Checoslovaquia. El Politburó soviético siguió de cerca el aumento de la disidencia política en Polonia a finales de los años setenta y el posterior ascenso del sindicato anticomunista Solidaridad tras la huelga del astillero Lenin en 1980. El periódico estatal soviético Pravda denunció el Acuerdo de Gdańsk entre el Gobierno polaco y Solidaridad en términos similares a la cobertura de los medios estatales del Gobierno de Alexander Dubček durante la Primavera de Praga. Posteriormente, presionó al Partido Obrero Unificado Polaco en funciones y al Gobierno de Wojciech Jaruzelski para que declararan la ley marcial. La influencia soviética en Polonia terminó tras los Acuerdos de la Mesa Redonda de 1989, que garantizaron las elecciones libres en Polonia, las revoluciones de 1989 contra los Gobiernos comunistas auspiciados por la Unión Soviética y la disolución formal del Pacto de Varsovia.

### Después del comunismo

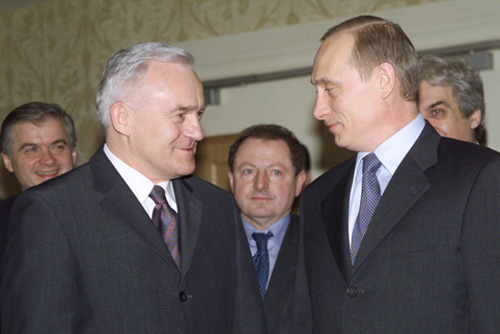
El presidente de Rusia, Vladímir Putin, y el primer ministro de Polonia Leszek Miller en 2002.

Las relaciones contemporáneas entre Rusia y Polonia comienzan en la caída del comunismo, en Polonia en 1989 (Solidaridad y los Acuerdos de la Mesa Redonda) y en Rusia en 1991 (la disolución de la Unión Soviética). Con un nuevo gobierno democrático tras las elecciones de 1989, Polonia recuperó su soberanía plena, y lo que antes era la Unión Soviética se convirtió en 15 nuevos Estados independientes, entre los que se incluye la Federación Rusa. Las relaciones entre la Polonia y Rusia modernas tienen altibajos constantemente. Entre las cuestiones que se revisan constantemente está el hecho de que Polonia se haya alejado de la esfera de influencia rusa (entrando en la OTAN y en la Unión Europea) y haya seguido una política independiente, inclusive entablar una relación significativa con los Estados postsoviéticos; por ejemplo, Polonia fue la primera nación en reconocer la independencia de Ucrania, y el apoyo polaco a la Revolución Naranja prodemocrática en 2004 contra el candidato presidencial prorruso Víktor Yanukóvich en Ucrania dio lugar a una crisis temporal en las relaciones polaco-rusas.
En ocasiones, las relaciones empeoran cuando se recuerdan acontecimientos o aniversarios históricos incómodos, como cuando los políticos polacos sacan el tema de que Rusia no se ha disculpado por la invasión de 1939, la masacre de Katyn (que muchos ciudadanos y políticos polacos consideran un genocidio, pero los funcionarios rusos califican como crimen de guerra) o las décadas de ocupación soviética. Por su parte, los rusos les achacan a los polacos no haberles dado las gracias por haberlos liberado de la ocupación nazi. Durante los años noventa, las autoridades rusas criticaron la ayuda que prestaron el Gobierno y los organismos civiles polacos a los miembros del movimiento separatista checheno. En 2009, el Gobierno ruso y los medios de comunicación estatales realizaron la polémica declaración de que Polonia, que firmó pactos de no agresión con la Unión Soviética y la Alemania nazi a principios de los años treinta, desempeñó un papel en la partición de Checoslovaquia tras los Acuerdos de Múnich, y que la Alemania nazi, el Imperio del Japón y la Segunda República polaca se habían aliado o tenían la intención de aliarse contra la Unión Soviética antes de la Segunda Guerra Mundial. Los políticos y diplomáticos polacos tacharon estas afirmaciones de revisionismo histórico.
Otros asuntos importantes en las relaciones polaco-rusas recientes son la creación de visados para ciudadanos rusos, los planes de la OTAN para erigir un emplazamiento antimisiles en Polonia, el oleoducto Nord Stream 1 (Polonia, que importa más del 90 % del petróleo y el 60 % del gas de Rusia, sigue preocupada por su seguridad energética, que el oleoducto amenaza con socavar), la influencia polaca en las relaciones entre la UE y Rusia y diversas cuestiones económicas (por ejemplo, la prohibición rusa de importar alimentos polacos). Desde la caída de la Unión Soviética y desde que Lituania, Ucrania y Bielorrusia recuperaron su independencia, la frontera polaco-rusa ha sido sustituida en su mayor parte por las fronteras con los respectivos países, pero sigue existiendo una frontera de 210 km entre Polonia y el óblast de Kaliningrado.
Según una encuesta de la BBC realizada en 2013, el 19 % de los polacos ve la influencia rusa de forma positiva, mientras que el 49 % tiene una opinión negativa.[cita requerida]

### Accidente aéreo de 2010

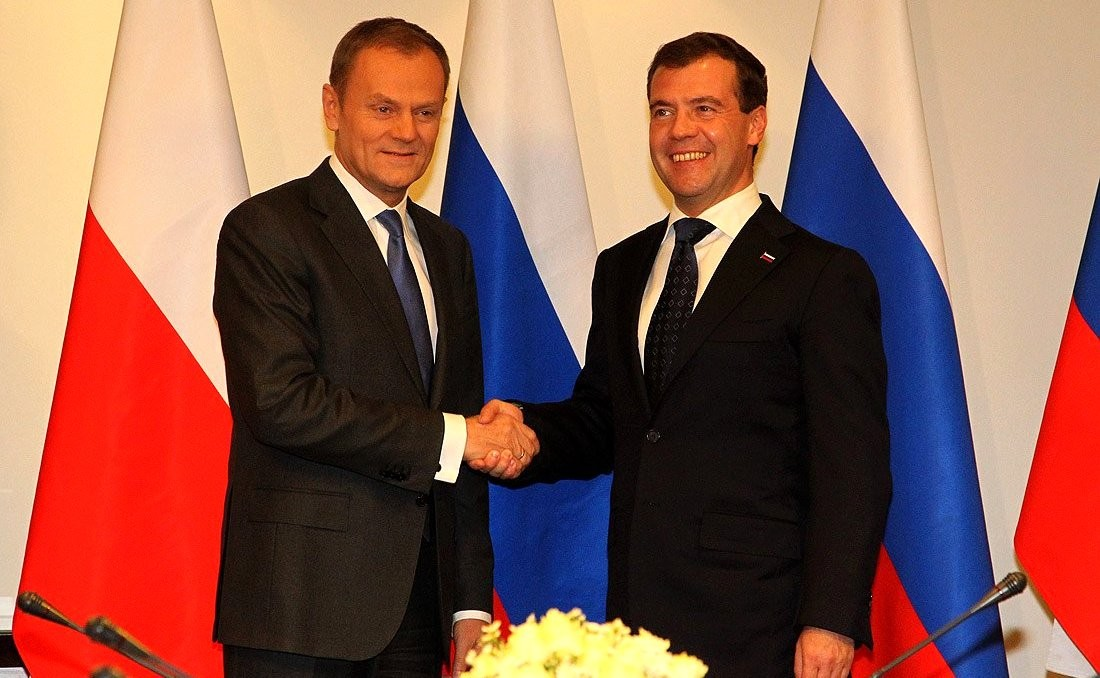
Dmitri Medvédev y el entonces primer ministro polaco Donald Tusk el 6 de diciembre de 2010.

BBC News informó de que uno de los efectos principales del accidente del Tu-154 de la Fuerza Aérea polaca de 2010 sería el impacto que tendría en las relaciones ruso-polacas. Se pensaba que si la investigación sobre el accidente no era transparente, aumentaría las sospechas hacia Rusia en Polonia. The Wall Street Journal afirmó que el resultado de la declaración conjunta de los primeros ministros Vladímir Putin y Donald Tusk en Katyn a punto de producirse el accidente, así como la respuesta posterior de Rusia, ha unido a ambas naciones y supone una oportunidad única para un nuevo comienzo, poniendo fin a siglos de rivalidad y enfrentamiento.

### Centros de diálogo de 2011

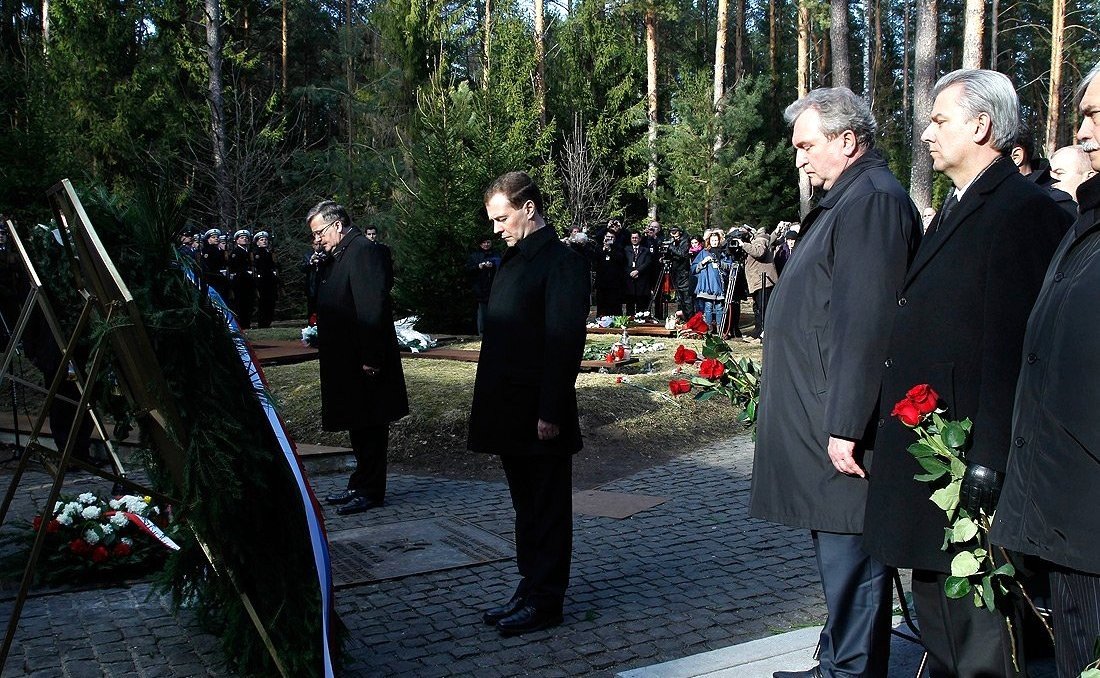
El presidente ruso Dmitri Medvédev y el presidente polaco Bronisław Komorowski colocan ofrendas florales en el complejo conmemorativo de la masacre de Katyn, 11 de abril de 2011.

Se decidió crear centros de diálogos paralelos rusos y polacos durante la visita del presidente Medvédev a Polonia en diciembre de 2010. El Centro para el Diálogo y la Comprensión entre Rusos y Polacos respalda la cooperación entre los jóvenes de ambos países.
Rusia creó una fundación paralela, el Centro Ruso-Polaco para el Diálogo y la Comprensión, que no coopera del todo con el centro polaco. Su director, Juri Bondarenko, tiene opiniones polémicas en cuanto a las relaciones ruso-polacas. La fundación organizó una excursión para los estudiantes polacos a la Crimea anexionada, siendo plenamente conscientes de que la visita quebrantaba la ley polaca.

### Derribo de un avión de pasajeros en 2014
Tras el derribo del vuelo 17 de Malaysia Airlines sobre la República Popular de Donetsk separatista, en el este de Ucrania, en julio de 2014, el Gobierno polaco canceló el 24 de julio el «año polaco en Rusia» y el «año ruso en Polonia» previstos para 2015.

### Secuelas de la revolución en Ucrania
Polonia ha solicitado en repetidas ocasiones el despliegue permanente de activos militares de la OTAN en Polonia desde la anexión rusa de Crimea y el apoyo a los separatistas prorrusos de Ucrania oriental. Polonia ha sido un firme partidario de endurecer las sanciones de la UE contra Rusia en respuesta a estos acontecimientos.[cita requerida] El apoyo constante de Polonia al nuevo Gobierno ucraniano y su censura a la interferencia rusa han enfurecido a Rusia y han acrecentado las tensiones entre ambos países.[cita requerida] El 30 de julio de 2014, Rusia prohibió la importación de frutas y verduras polacas en plena guerra de sanciones ucraniana. Las autoridades rusas de higiene alimentaria dijeron que las importaciones tenían niveles inaceptables de residuos de pesticidas y nitratos. Estas importaciones suponen para Polonia más de mil millones de euros anuales. Rusia es el mayor mercado polaco de manzanas. La medida se produjo tras las sanciones de la UE contra Rusia por Ucrania.
Sin embargo, desde la anexión rusa de Crimea, a entre el 60 % y el 80 % de los polacos les preocupa un futuro conflicto con Rusia, dado que Rusia mantiene el control del óblast de Kaliningrado, que limita directamente con Polonia.

### Revisionismo histórico
Tanto Polonia como Rusia se han acusado mutuamente de revisionismo histórico. Rusia ha acusado repetidamente a Polonia de no honrar a los soldados soviéticos del Ejército Rojo que cayeron por Polonia durante la Segunda Guerra Mundial, en particular en 2017, cuando se pensó que Polonia estaba «tratando de imponer su propia versión de la historia» después de que no se permitiera a Moscú unirse a un esfuerzo internacional para renovar un museo de la Segunda Guerra Mundial en Sobibór, ubicación de un notorio campo de exterminio. Por su parte, Polonia también acusa a Rusia por su ilimitada distorsión histórica, especialmente desde 2014, cuando Putin firmó un proyecto de ley mediante el cual se castigaba cualquier comparación de los crímenes de guerra nazis con los soviéticos, ya que los soviéticos también trataron de forma brutal a los polacos, aunque el revisionismo histórico de Rusia podría haber influido en el polaco Andrzej Duda sobre sus leyes de crímenes de guerra nazis, y a Polonia también le preocupa que el revisionismo político e histórico de Rusia pueda poner en riesgo a Polonia.
Después de 2017, el Gobierno de Ley y Justicia (PiS) de Polonia destruyó la mayoría de los monumentos de guerra soviéticos en Polonia.

### Disputas de gas entre Polonia y Rusia
Como parte de los planes de Polonia para ser totalmente independiente energéticamente de Rusia en los próximos años, Piotr Wozniak, presidente de la compañía estatal de petróleo y gas, PGNiG, declaró en febrero de 2019: «La estrategia de la compañía es simplemente olvidarse de los proveedores orientales, y especialmente de Gazprom». En 2020, el Tribunal Arbitral de Estocolmo falló que el precio del gas del contrato a largo plazo de PGNiG con Gazprom, vinculado a los precios del petróleo, debía modificarse para aproximarse al precio del mercado del gas de Europa occidental, con efecto retroactivo al 1 de noviembre de 2014, cuando PGNiG solicitó una revisión de precios en virtud del contrato. Gazprom tuvo que devolver unos 1500 millones de dólares a PGNiG. El contrato relacionado con el gasoducto Yamal de 1996 es de hasta 10 200 millones de metros cúbicos de gas al año hasta que expire en 2022, con una cantidad mínima anual de 8700 millones de metros cúbicos. Tras la crisis energética mundial de 2021, PGNiG presentó una nueva solicitud de revisión de precios el 28 de octubre de 2021. PGNiG declaró que los recientes aumentos extraordinarios de los precios del gas natural «proporcionan una base para renegociar las condiciones de precio en las que compramos el gas bajo el Contrato Yamal». Sin embargo, en abril de 2022, se anunció que Rusia suspendería el envío de suministro de gas a Bulgaria y Polonia por negarse estas a pagar en rublos. Se sabe que Gazprom, el monopolio ruso de exportación de gas, representa el 50 % del consumo de gas de Polonia. Polonia afirmó que sus depósitos de gas siguen al 76 % y que no necesitarán recurrir a sus reservas.

### Invasión rusa de Ucrania de 2022
En el período previo a la invasión rusa de Ucrania en 2022, el primer ministro polaco Mateusz Morawiecki advirtió que el presidente ruso, Vladímir Putin, aspiraba a reconstruir el Imperio ruso e instó a Europa a unirse y evitar que Putin hiciera realidad sus sueños. El 22 de febrero, después de que Putin reconociera la independencia de las regiones de Donetsk y Lugansk en Ucrania, el primer ministro Morawiecki tachó la acción de «un acto de agresión contra Ucrania» y los líderes polacos instaron a las potencias europeas a adoptar fuertes sanciones financieras contra Rusia. Morawiecki destacó el gasoducto Nord Stream 2 de Rusia a Alemania como «dañino y peligroso».
Después de que comenzase la invasión rusa de Ucrania en 2022, Polonia, como país de la UE, impuso sanciones a Rusia, y Rusia añadió a todos los países de la UE a la lista de «países hostiles».
Cuando comenzó la invasión rusa el 24 de febrero, Morawiecki tuiteó: «Debemos responder de inmediato a la agresión criminal de Rusia contra Ucrania. Europa y el mundo libre tienen que detener a Putin».
El 26 de febrero, la Asociación Polaca de Fútbol anunció que no jugaría el partido clasificatorio del Mundial contra el equipo ruso previsto para el 24 de marzo en Moscú.
El 9 de mayo, el Día de la Victoria en Europa, el embajador ruso en Polonia, Serguéi Andréyev, fue salpicado con líquido rojo por los manifestantes de la invasión cuando llegaba a un cementerio militar soviético en Varsovia para la ceremonia de colocación de coronas. Los manifestantes impidieron que la delegación rusa colocara la corona y los criticaron al grito de «asesinos» y «fascistas», antes de que la policía escoltara a Andréyev y a su delegación fuera del cementerio militar soviético. La portavoz del Ministerio de Asuntos Exteriores ruso, María Zajárova, condenó el ataque y calificó a los manifestantes de «jóvenes neonazis», y exigió a Polonia que organizara sin demora la ceremonia de colocación de coronas y se encargase de la seguridad total. El ministro polaco del Interior y la Administración, Mariusz Kaminski, defendió a los manifestantes diciendo que su reunión era legal, y afirmó que las acciones de los manifestantes eran comprensibles debido a las emociones de las mujeres ucranianas presentes en las manifestaciones «cuyos maridos están luchando valientemente en defensa de su patria».
Una encuesta del 22 de junio señaló que solo el 2 % de los polacos tiene una opinión favorable de Rusia, mientras que el 97 % tiene una opinión desfavorable. La respuesta polaca fue la opinión más negativa de Rusia de todos los países incluidos en esa encuesta internacional. La opinión del 2 % fue una marcada disminución con respecto a las encuestas anteriores, que durante las últimas dos décadas oscilaba entre el 20 % y el 40 %, expresando una opinión favorable de Rusia.
En septiembre de 2022, Polonia, Lituania, Letonia y Estonia decidieron vetar la entrada a los ciudadanos rusos con visados Schengen, incluidos los emitidos por terceros países.
En octubre de 2022, el Senado de Polonia reconoció a Rusia como un Estado terrorista.
El 2 de noviembre de 2022, el ministro de Defensa Nacional de Polonia, Mariusz Błaszczak, anunció la construcción de una barrera lo largo de la frontera con el enclave ruso de Kaliningrado, ya que Polonia cree que Rusia utilizará dicha frontera para introducir inmigrantes ilegales africanos y asiáticos en Europa.

## Inteligencia rusa y operaciones de influencia en Polonia
El libro de 1997 Fundamentos de geopolítica, del polémico sociólogo y filósofo ruso Aleksandr Duguin, se centra, entre otros temas, en el eurasianismo y, dentro de los planes de Duguin, Polonia (así como Letonia y Lituania) tendría un «estatus especial» dentro de la esfera de influencia ruso-euroasiática. En 1996, el primer ministro de Polonia, Józef Oleksy, dimitió debido a sus vínculos con el agente del Servicio de Inteligencia Exterior de Rusi, Vladímir Algánov. En 2004, la inteligencia polaca grabó a Algánov hablando sobre haber sobornado a los principales políticos polacos.
Se han practicado ataques contra Polonia en las maniobras militares rusas. En el ejercicio Zapad de septiembre de 2009, se simuló un ataque nuclear contra Polonia, la represión de un levantamiento de una minoría polaca en Bielorrusia y muchas operaciones de carácter ofensivo.

## Misiones diplomáticas
- Polonia tiene una embajada en Moscú y consulados generales en Irkutsk, Kaliningrado y San Petersburgo.[75]
- Rusia tiene una embajada en Varsovia y consulados generales en Gdańsk, Cracovia y Poznań.[76]

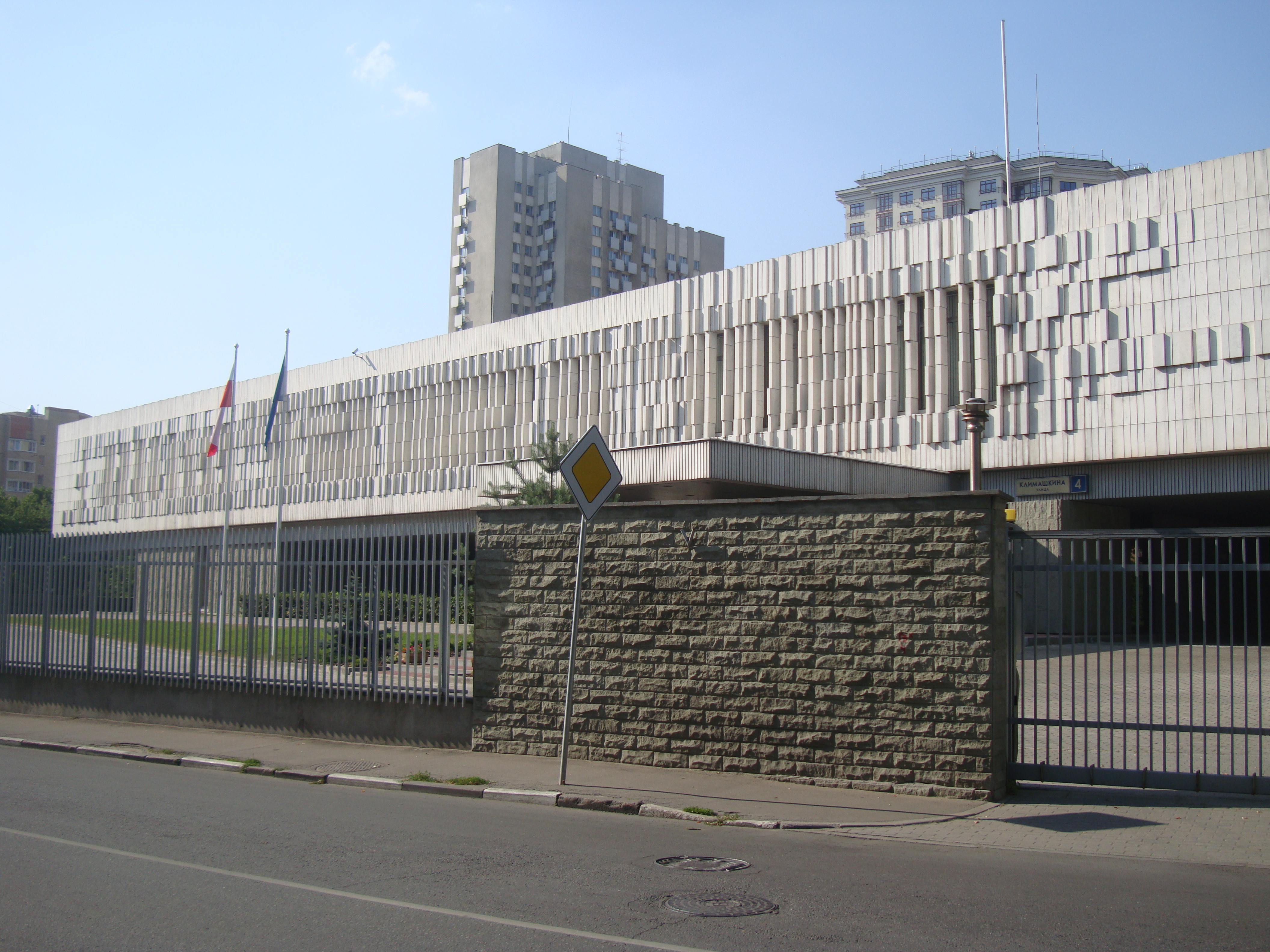
Embajada de Polonia en Moscú
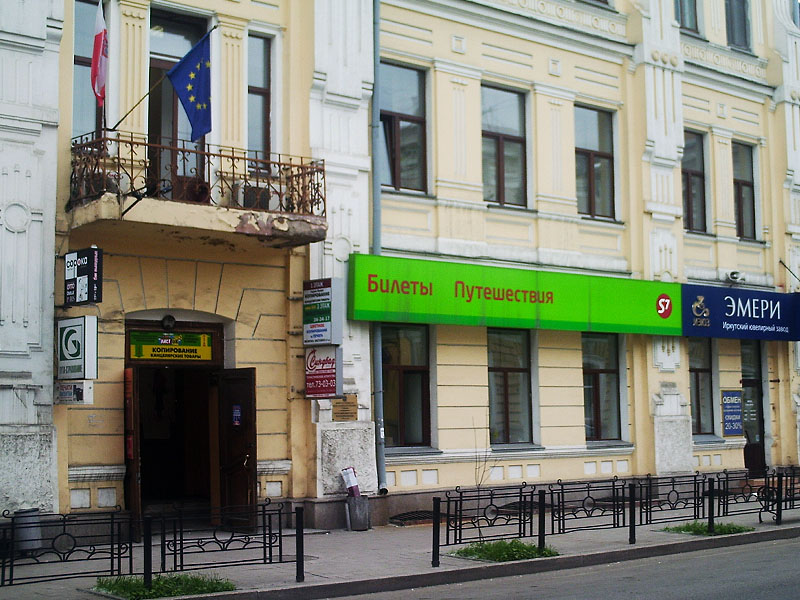
Consulado General de Polonia en Irkutsk
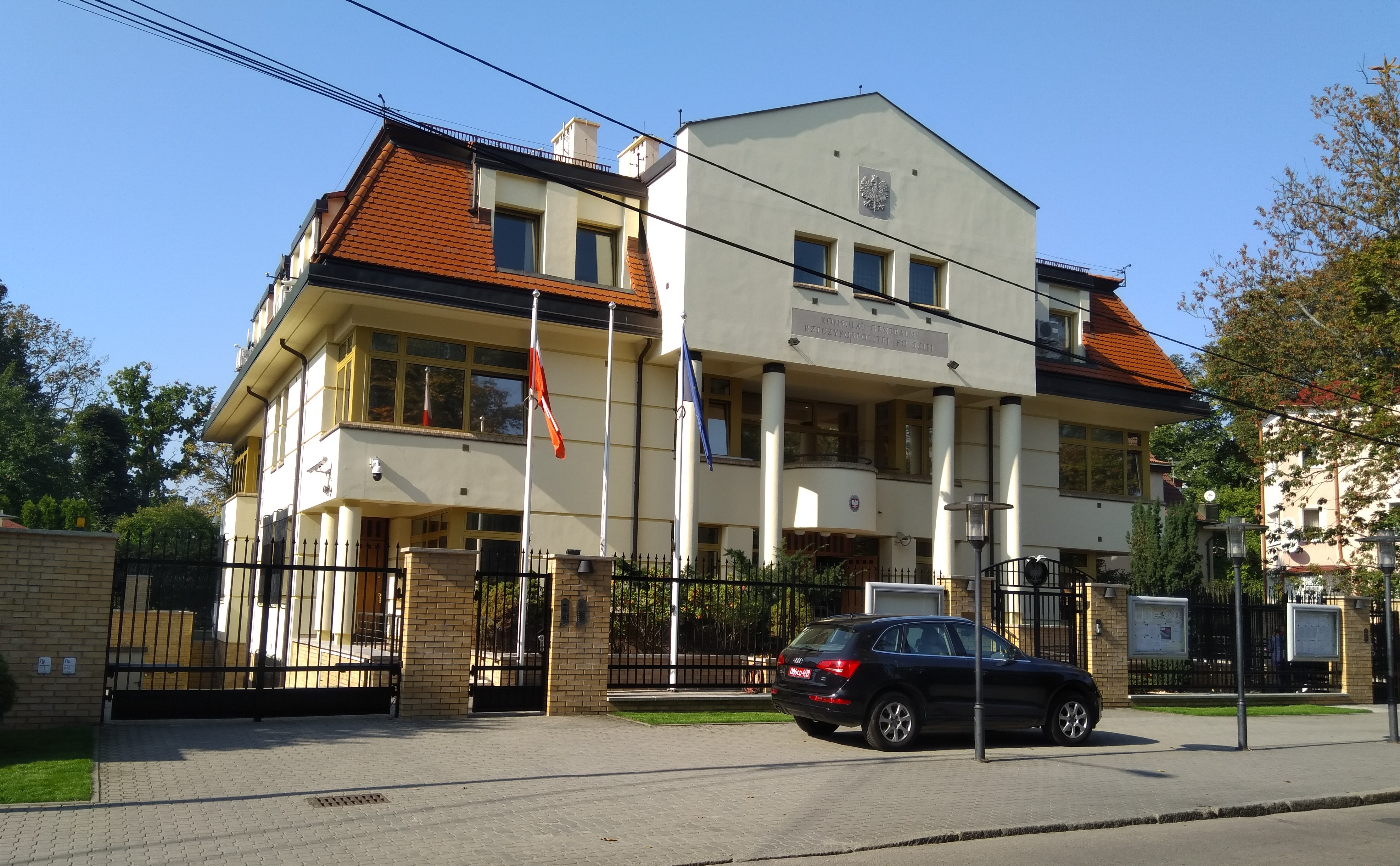
Consulado General de Polonia en Kaliningrado
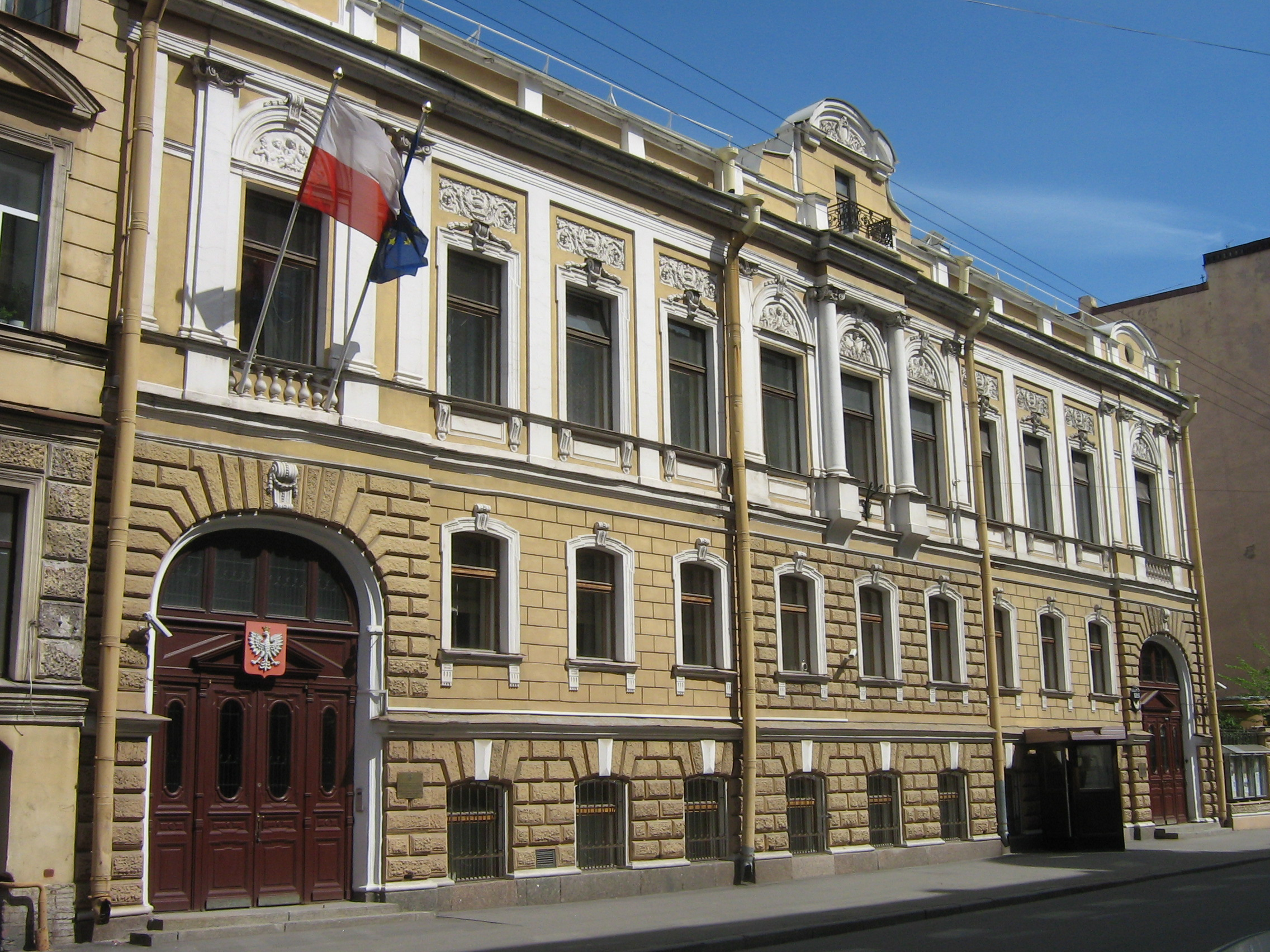
Consulado General de Polonia en San Petersburgo

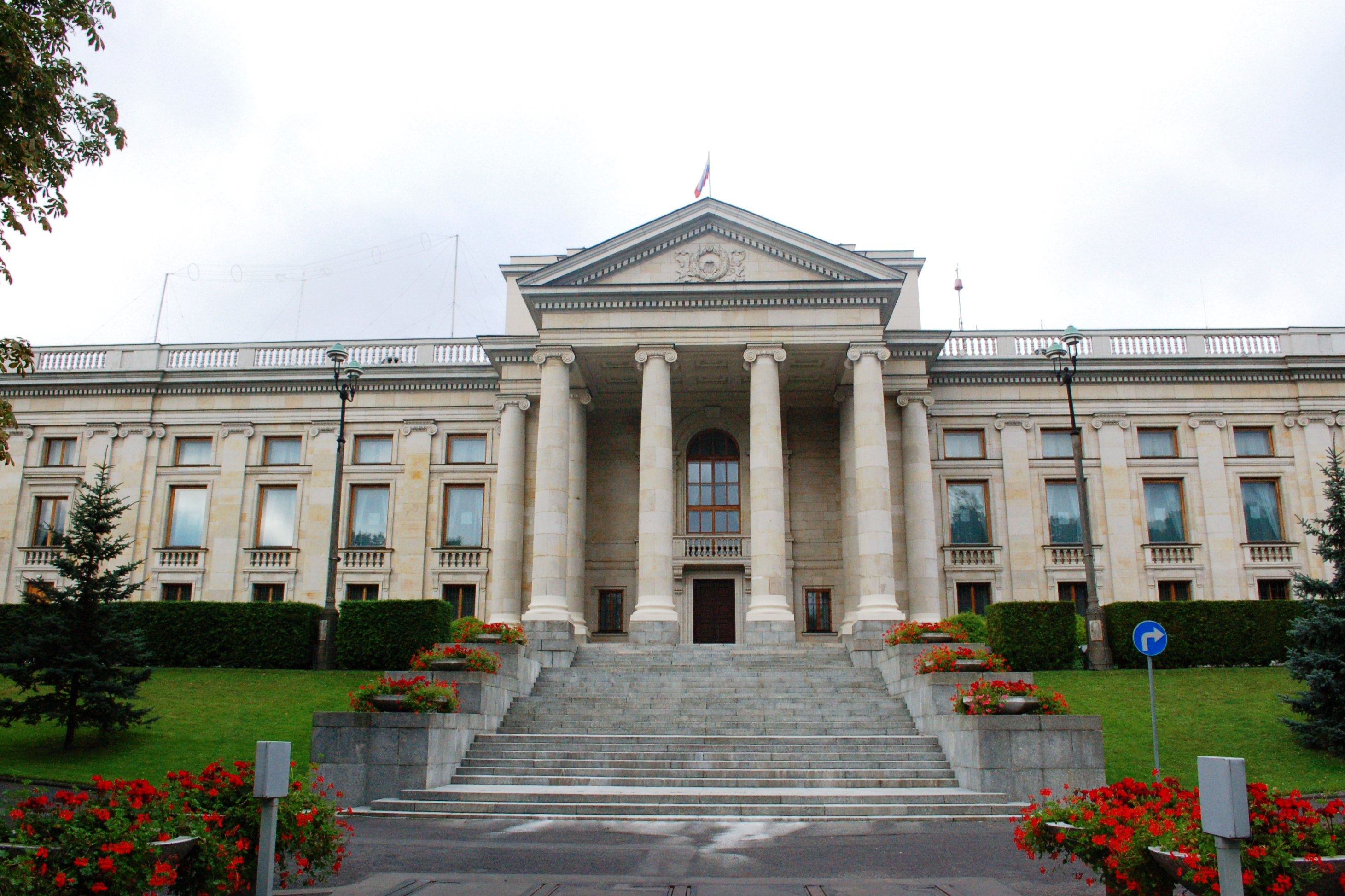
Embajada de Rusia en Varsovia
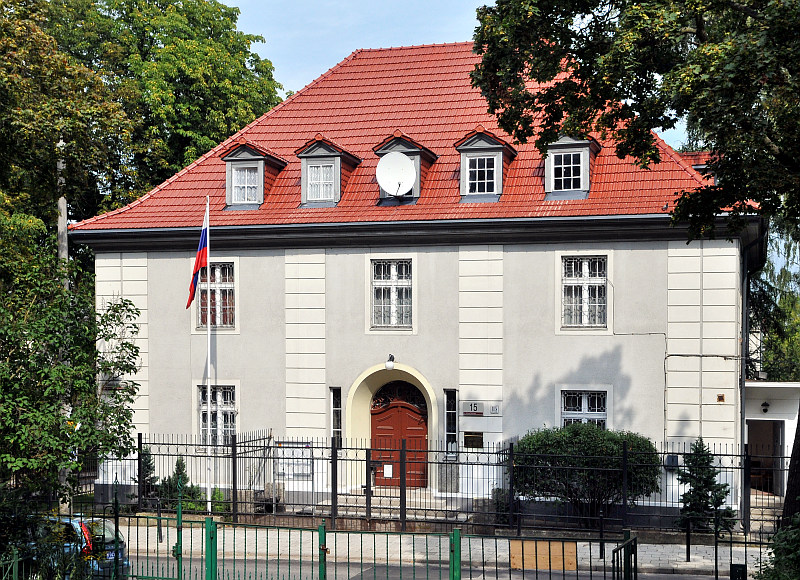
Consulado General de Rusia en Gdańsk
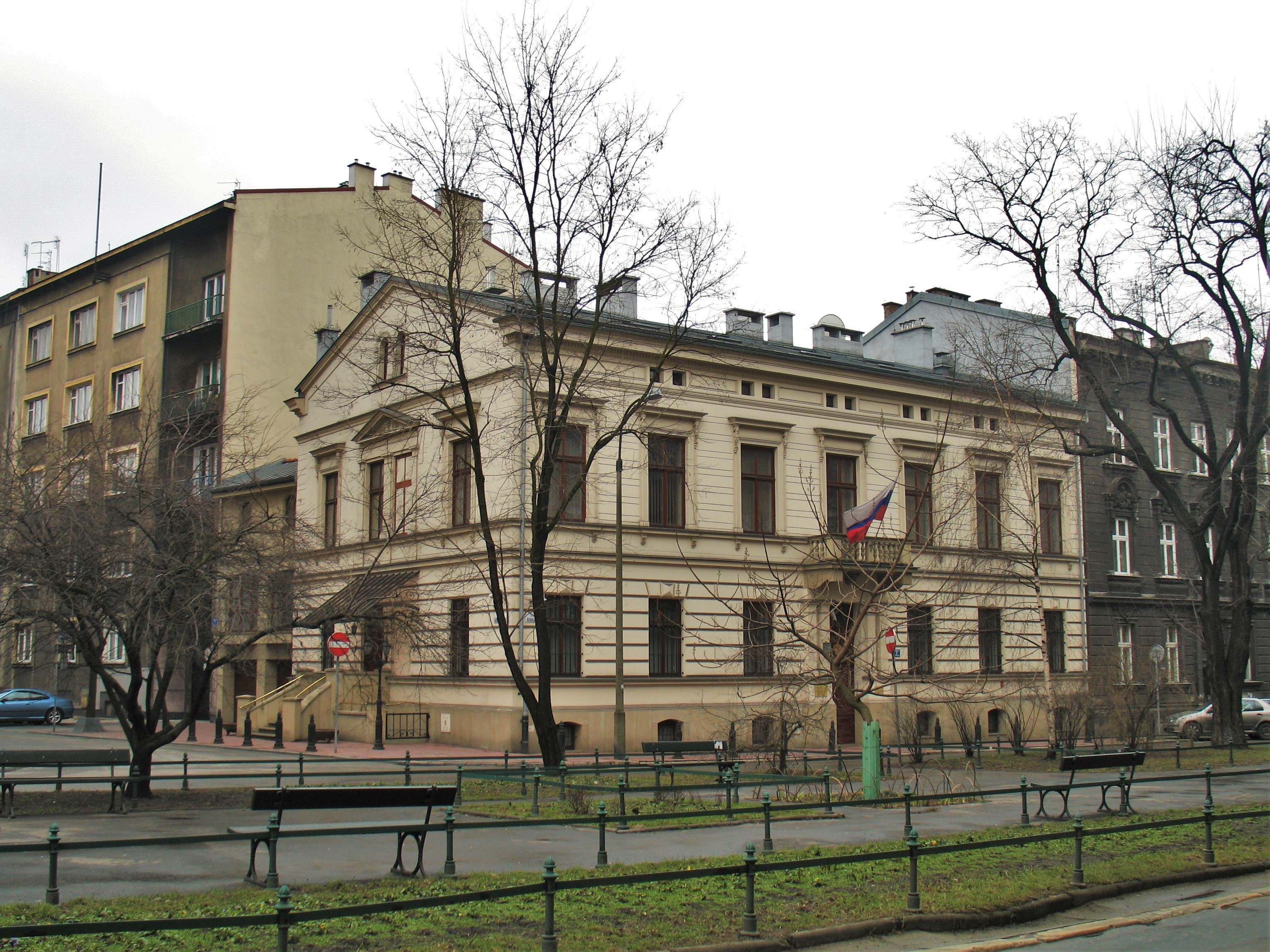
Consulado General de Rusia en Cracovia
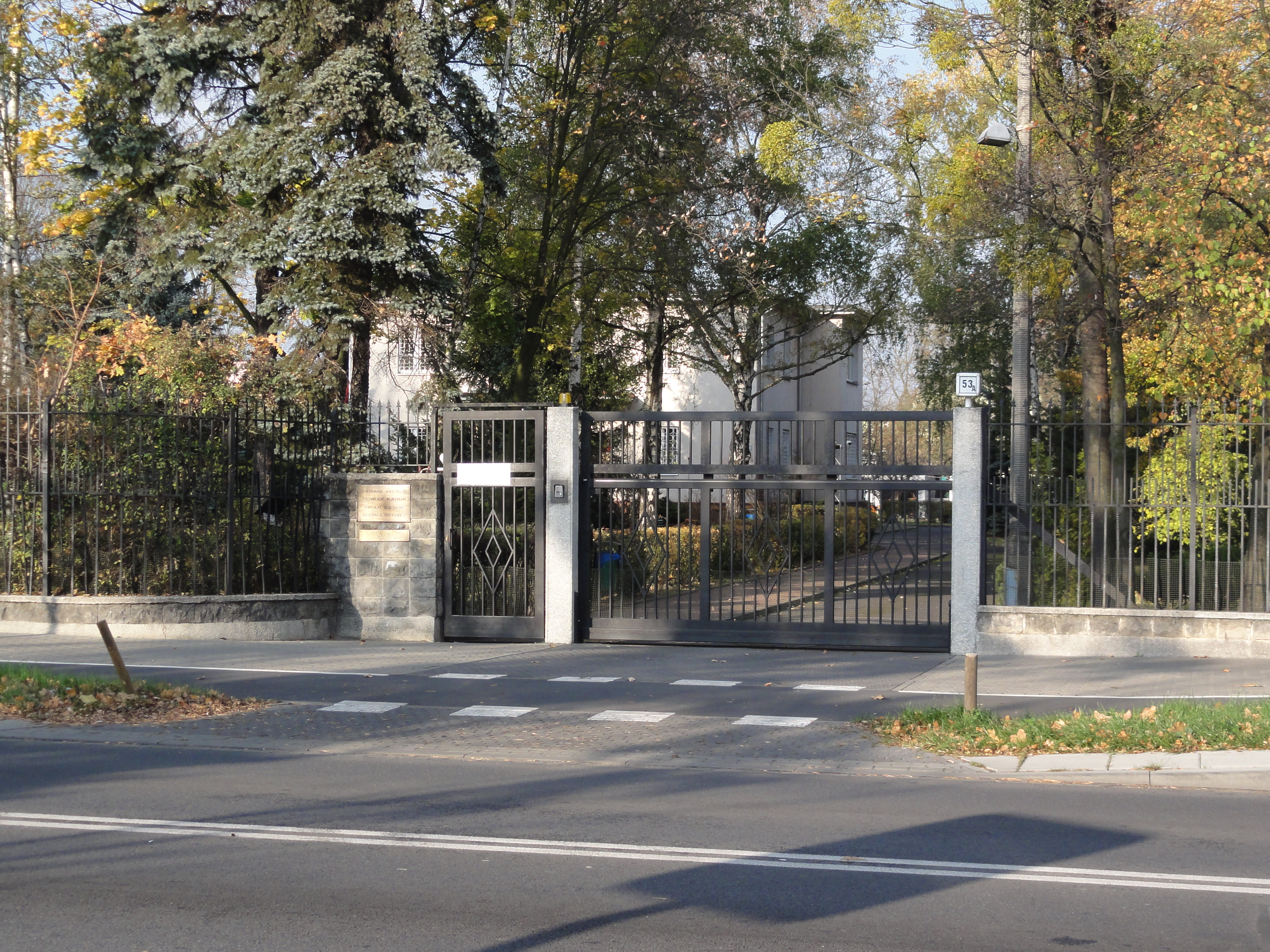
Consulado General de Rusia en Poznań

## Leer más
- Babiracki, Patryk. Soviet Soft Power in Poland: Culture and the Making of Stalin's New Empire, 1943-1957 (UNC Press Books, 2015).
- Brown, Heather. "Post-Communist Poland and the European Union: Energy Policy and Relations with Russia." The Polish Review 61.3 (2016): 85-98.
- Cienciala, A. M. (1999). Detective Work: Researching Soviet World War II Policy on Poland in Russian Archives (Moscow, 1994). Cahiers Du Monde Russe, 40(1/2), 251–269.
- Cieslak, Edmund. "Aspects of Baltic Sea-borne Trade in the XVIIIth Century: the Trade Relations between Sweden, Poland, Russia and Prussia." Journal of European Economic History 12.2 (1983): 239.
- Dąbrowski, Stanisław. "The Peace Treaty of Riga." The Polish Review (1960) 5#1: 3-34. Online
- Dabrowski, Patrice M. "Russian–Polish Relations Revisited, or The ABC's of 'Treason' under Tsarist Rule", Kritika: Explorations in Russian and Eurasian History – Volume 4, Number 1, Winter 2003, pp. 177–199 muse Archivado el 2 de abril de 2016 en Wayback Machine.
- Eberhardt, Adam. "Relations between Poland and Russia." Yearbook of Polish Foreign Policy vol 1 (2007): 128-139.
- Fenny, Lucinda. The representation of the Second World War in Polish cinema 1945-1970: directors, the state and the construction of memor ( Diss. University of Oxford, 2020) online.
- Goldman, Minton F., "Polish–Russian relations and the 2004 Ukrainian presidential elections", East European Quarterly, vol 22 (December 2006)
- Gross, Jan T. Revolution from abroad: the Soviet conquest of Poland's western Ukraine and western Belorussia (Princeton University Press, 2002).
- Halecki, Oscar. "Polish–Russian Relations: Past and Present", The Review of Politics, Vol. 5, N.º 3 (July 1943), pp. 322–338, JSTOR
- Harding, Luke, The Guardian. 1 de septiembre de 2009
- Klatt, Malgorzata. "Poland and its Eastern neighbours: Foreign policy principles." Journal of Contemporary European Research 7.1 (2011): 61–76. online
- Korbel, Josef. Poland Between East and West: Soviet and German Diplomacy Toward Poland, 1919-1933 (Princeton University Press, 2015).
- Kuźniar, R.  ed. Poland's Security Policy 1989-2000 (Warsaw: Scholar Publishing House, 2001).
- Lewitter, Lucjan Ryszard. "I. Russia, Poland and the Baltic, 1697–1721." Historical Journal 11.1 (1968): 3-34.
- Library of Congress, On Polish–Soviet relations in the early 1990s
- Litauer, Stefan. "The Rôle of Poland between Germany and Russia." International Affairs (1935): 654-673. online
- Małowist, Marian. "Poland, Russia and Western trade in the 15th and 16th centuries." Past & Present 13 (1958): 26-41.
- Mastny, Vojtech. "The Soviet Non-invasion of Poland in 1980-1981 and the End of the Cold War." Europe-Asia Studies 1999 51(2): 189-211. online
- Materski, Wojciech. "The Second Polish Republic in Soviet Foreign Policy (1918-1939)." Polish Review 45.3 (2000): 331–345. online
- Ochman, Ewa. "Soviet war memorials and the re-construction of national and local identities in post-communist Poland." Nationalities Papers 38.4 (2010): 509-530. online
- Ochmann, Cornelius,  Alexey Ignatiev, Petr Shopin, "Polish–Russian Relations", Koszalin Institute of Comparative European Studies, working paper
- Ouimet,  Matthew J. "National Interest and the Question of Soviet Intervention in Poland, 1980-1981: Interpreting the Collapse of the 'Brezhnev Doctrine.'" Slavonic and East European Review 2000 78(4): 710-734. ISSN 0037-6795.
- Sanford, George. Katyn and the Soviet massacre of 1940: truth, justice and memory (Routledge, 2007).
- Sofia, Sukhinina. "Historical memory as a factor in the modern Poland–Germany and Russia–Poland relations: A comparative analysis." (2017). online
- Soroka, George. "Recalling Katyń: Poland, Russia, and the Interstate Politics of History." East European Politics and Societies 36.01 (2022): 328-355.
- STANISŁAWSKA, STEFANIA. "Soviet Policy Toward Poland 1926-1939." The Polish Review (1975): 30-39. online
- Sword, Keith. "British reactions to the Soviet occupation of Eastern Poland in September 1939." Slavonic and East European Review 69.1 (1991): 81-101. online
- Terry, Sarah Meiklejohn, ed. Soviet Policy in Eastern Europe (Yale University Press, 1984) link
- Turkowski, Andrzej. "A Return to Prometheanism: The Space of Opinion on Polish–Russian Relations in Postcommunist Poland." Europe-Asia Studies (2022): 1-25.
- Wandycz, Piotr S. "Soviet-Polish Relations, 1917-1921." in Soviet-Polish Relations, 1917-1921 (Harvard University Press, 2013). https://doi.org/10.4159/harvard.9780674437210
- Zembrzuska, Agnieszka. "» The Socialist Model of Woman in Poland and its Soviet Prototype.«." Topics in feminism, History and Philosophy (2000) online.
- Zięba, Ryszard. Poland's Foreign and Security Policy Springer, 2020) online
- Zięba, Ryszard. "Russia as the Main Problem in Polish Foreign and Security Policy." Poland’s Foreign and Security Policy (Springer, Cham, 2020). 55-93.
- Zyzniewski, Stanley J. "The Soviet Economic Impact on Poland." American Slavic and East European Review 18.2 (1959): 205-225.